# خوسه مانوئل بیران
خوسه مانوئل بیران (اسپانیایی: José Manuel Beirán‎؛ زادهٔ ۷ فوریهٔ ۱۹۵۶) بازیکن بسکتبال اهل اسپانیا بود.
از باشگاه‌هایی که در آن بازی کرده‌است می‌توان به باشگاه بسکتبال رئال مادرید اشاره کرد.
وی در مسابقات کشوری و بین‌المللی در مجموع برندهٔ ۱ مدال نقره شده‌است.